# Folschviller
Folschviller är en kommun i departementet Moselle i regionen Grand Est (tidigare regionen Lorraine) i nordöstra Frankrike. Kommunen ligger i kantonen Saint-Avold 1er Canton som tillhör arrondissementet Forbach. År 2022 hade Folschviller 3 937 invånare.

## Befolkningsutveckling
Antalet invånare i kommunen Folschviller
| Referens: INSEE |